# Asion Daja
Asion Daja (14 de Março de 1990, Albânia) é um futebolista albanês que joga como meio campo atualmente pelo KS Dinamo Tiranë da Albânia .